# Abdelaziz Ben El Hadj Ibrahim Al Thaminy
 (décembre 2016).
Abdelaziz Ben El Hadj Ibrahim Al Thaminy dit Al Thamini est un docteur ibadite[réf. souhaitée] né vers 1717-1718 probablement à Ouargla (Algérie) mort en août 1808 à Beni Isguen (Algérie) dans le Mzab. 
Abdelaziz Ben El Hadj Ibrahim Al Thaminy est considéré comme un savant. Il a entrepris vers quarante ans des études sous la direction d'Abu Zakaria Yahia Ben Salih[Qui ?] de Djerba. 

## Œuvre
Il se consacra à la composition d'une douzaine d'ouvrages de théologie et de jurisprudence. Son œuvre capitale est "Kitab El Nil" autographié au Caire en 1887/1888. Ce traité conçu sur le plan du Mukhtasar de Khalil, mais rédigé dans un style moins concis est l'exposé complet de la législation ibadite, résumée d'après les sources les plus autorisées du "Uman du Djabal Nafusa de Djerba et du Mzab. Le "Kitab El Nil" a servi de base aux études publiées sur ce sujet par Ernest Zeys. 
Ses autres ouvrages sont les suivants :
- "Takmilat El Nil" édité à Tunis.
- "Al Ward al-bassam fi riyad al-ahkam", précis de jurisprudence consacré surtout à la question du jugement.
- "Ma'alim el din", exposé raisonné de la foi ibadite contenant une réfutation des arguments présentés par les partisans des autres sectes. Inédit.
- "Mukhtasar el misbah min K. Abi Mas'ala wa-l-Alwah", consacré aux droits de succession. Inédit.
- "Ikd al-djawahir", résumé des kamajir al-khayrat de Djaytali, concerne le culte de Dieu et la religion en général. Inédit.
- "Mukhtasar hukuk al aziwadj", consacré aux droits et devoirs des époux. Inédit.
- "Tadj al-manzoum min darar al-minhadj al-ma'lam", abrégé d'un volumineux ouvrage de jurisprudence du Uman. Inédit.
- "Ta'azum al-mawdjayn ala Mardj al-bahrayn" (ou Dha bnurayn ala Mardj al-bahrayn). Inédit.
- "Al Asrar al muraniyya", consacré à la prière et aux rites qui s'y rattachent. Autographié en Égypte en 1889/1890.
- "Al Nur", sur les principaux dogmes de la religion. Autographié en Égypte en 1889/1890.
- "Mukhtasar hawaishi al-larlib", résumé de plusieurs ouvrages ibadites sur les hadiths.

## Postérité
Al Thamini est l'arrière-grand-père du Cheikh Mohamed Hadj Salah Ben Yahia  AL THAMINY dit ETHAMINI ou TEMINA ou TAMINA[réf. nécessaire]
Une rue ainsi qu'une école portent aujourd'hui le nom de Abdelaziz Ben El Hadj Ibrahim Al Thaminy à Beni-Isguen au Mzab.[réf. nécessaire]

## Sources
- Encyclopédie de l'islam par H.A.R Gibb, E Lévi-Provençal et J. Schacht, édition de 1954
- First Encyclopaedia of Islam 1913/1936, E.J. Brill (p. 34)
- Encyclopedia of Religion and Ethic by James Hastings (page 67)
- Ernest Zeys, Législation mozabite, son origine, ses sources, son présent, son avenir. Paris 1886 Lire en ligne
- Ernest Zeys, Le mariage et sa dissolution dans la législation mozabite. Revue algérienne de législation et de jurisprudence, Alger 1887/1888
- Marcel Morand, Introduction à l'établissement du droit musulman algérien, Alger 1921.
- S. Smogorzewski, Abelaziz, ses écrits et ses sources. Inédit.[source insuffisante]
- AMAL N. GHAZAL Islamic Reform and Arab Nationalism, Expending the Crescent from the Mediterranean to the Indian Ocean (1880-1930)
- Amr Khalifah Ennami A description of new Ibadi manuscripts from North Africa